# Gavrelle
Gavrelle est une commune française située dans le département du Pas-de-Calais en région Hauts-de-France. Ses habitants sont appelés les Gavrellois.
La commune fait partie de la communauté urbaine d'Arras qui regroupe 46 communes et compte 109 776 habitants en 2021.

## Géographie

### Localisation
Localisée dans le sud-est du département du Pas-de-Calais, en Artois, Gavrelle est une commune située, à vol d'oiseau, à 8 km au nord-est de la commune d’Arras (chef-lieu d'arrondissement et préfecture du Pas-de-Calais) et à 14 km au sud-ouest de la commune de Douai.
Le territoire de la commune est limitrophe de ceux de huit communes.
Les communes limitrophes sont Oppy, Plouvain, Rœux, Athies, Bailleul-Sir-Berthoult, Biache-Saint-Vaast, Fampoux et Fresnes-lès-Montauban.

### Géologie et relief
La superficie de la commune est de 9,02 km2 ; son altitude varie de 49  à   97 mètres.

### Hydrographie
La commune est située dans le bassin Artois-Picardie. Elle n'est drainée par aucun cours d'eau,.

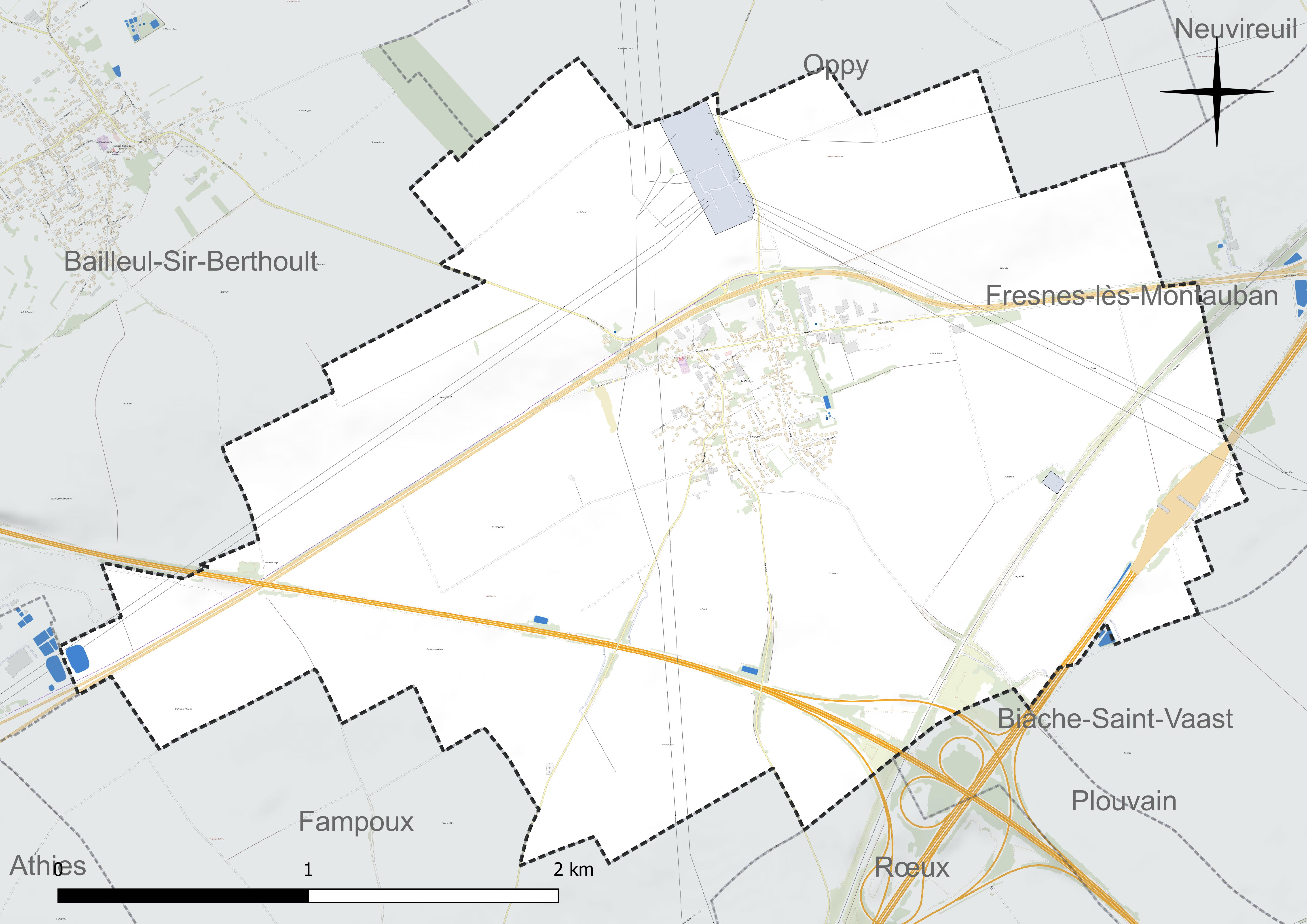
Réseau hydrographique de Gavrelle.

### Climat
Pour des articles plus généraux, voir Climat des Hauts-de-France et Climat du Pas-de-Calais.
En 2010, le climat de la commune est de type climat océanique dégradé des plaines du Centre et du Nord, selon une étude du CNRS s'appuyant sur une série de données couvrant la période 1971-2000. En 2020, Météo-France publie une typologie des climats de la France métropolitaine dans laquelle la commune est exposée à un climat océanique et est dans la région climatique Nord-est du bassin Parisien, caractérisée par un ensoleillement médiocre, une pluviométrie moyenne régulièrement répartie au cours de l'année et un hiver froid (3 °C).
Pour la période 1971-2000, la température annuelle moyenne est de 10,2 °C, avec une amplitude thermique annuelle de 14,7 °C. Le cumul annuel moyen de précipitations est de 713 mm, avec 12,3 jours de précipitations en janvier et 9 jours en juillet. Pour la période 1991-2020, la température moyenne annuelle observée sur la station météorologique la plus proche, située sur la commune de Wancourt à 9 km à vol d'oiseau, est de 10,8 °C et le cumul annuel moyen de précipitations est de 711,4 mm,. Pour l'avenir, les paramètres climatiques de la commune estimés pour 2050 selon différents scénarios d'émission de gaz à effet de serre sont consultables sur un site dédié publié par Météo-France en novembre 2022.

### Milieux naturels et biodiversité

#### Espèces faunistiques et floristiques
Le site de l'Inventaire national du patrimoine naturel (INPN) recense 228 espèces faunistiques et floristiques sur le territoire de la commune dont 18 protégées et 12 taxons (espèces et sous-espèces) menacées et quasi-menacées.

## Urbanisme

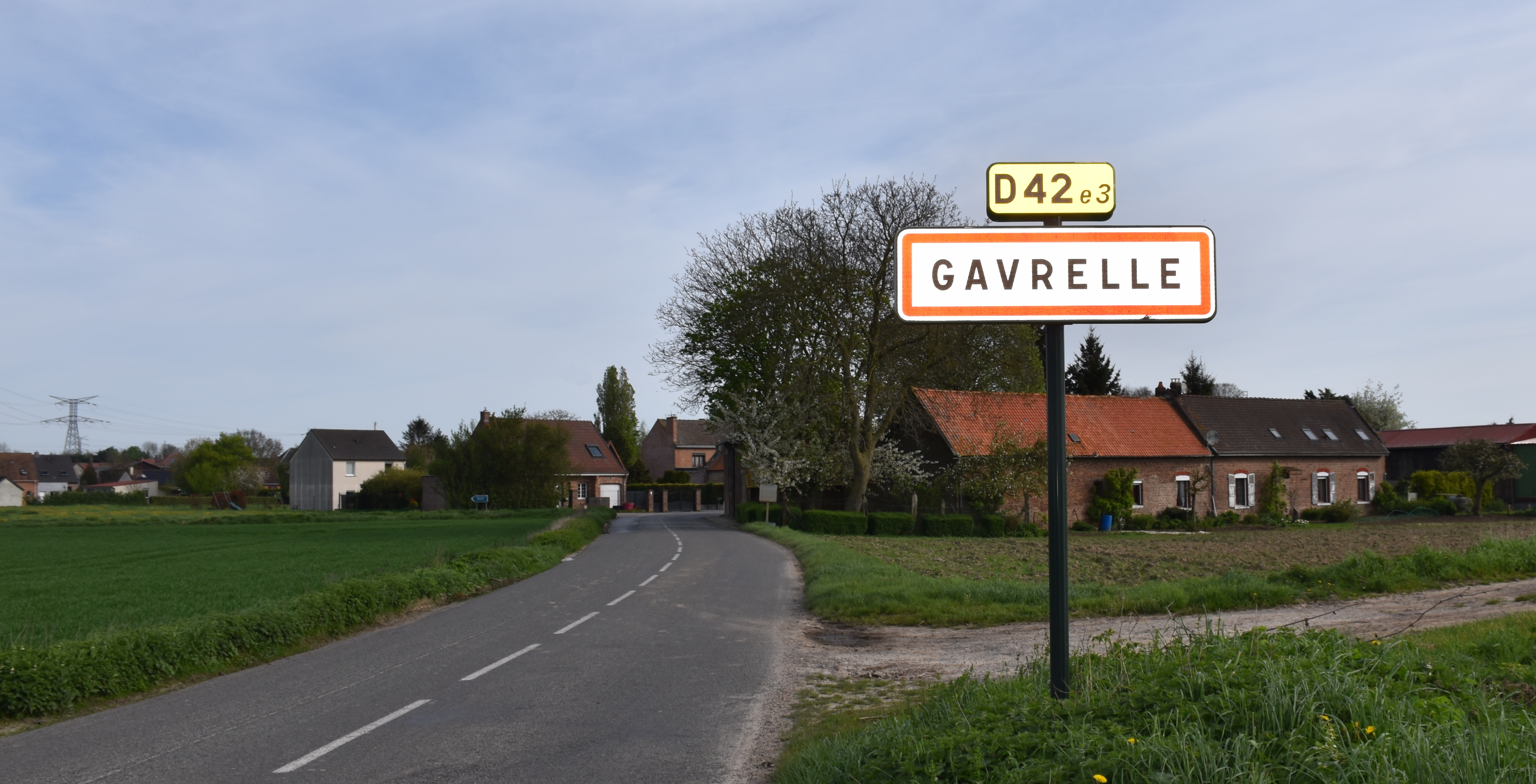
Une entrée de la commune.

### Typologie
Au 1er janvier 2024, Gavrelle est catégorisée bourg rural, selon la nouvelle grille communale de densité à sept niveaux définie par l'Insee en 2022.
Elle est située hors unité urbaine. Par ailleurs la commune fait partie de l'aire d'attraction d'Arras, dont elle est une commune de la couronne,. Cette aire, qui regroupe 163 communes, est catégorisée dans les aires de 50 000 à moins de 200 000 habitants,.

### Occupation des sols
L'occupation des sols de la commune, telle qu'elle ressort de la base de données européenne d'occupation biophysique des sols Corine Land Cover (CLC), est marquée par l'importance des territoires agricoles (92,1 % en 2018), en diminution par rapport à 1990 (94,2 %). La répartition détaillée en 2018 est la suivante : 
terres arables (92,1 %), zones urbanisées (5,9 %), zones industrielles ou commerciales et réseaux de communication (2 %). L'évolution de l'occupation des sols de la commune et de ses infrastructures peut être observée sur les différentes représentations cartographiques du territoire : la carte de Cassini (XVIIIe siècle), la carte d'état-major (1820-1866) et les cartes ou photos aériennes de l'IGN pour la période actuelle (1950 à aujourd'hui).

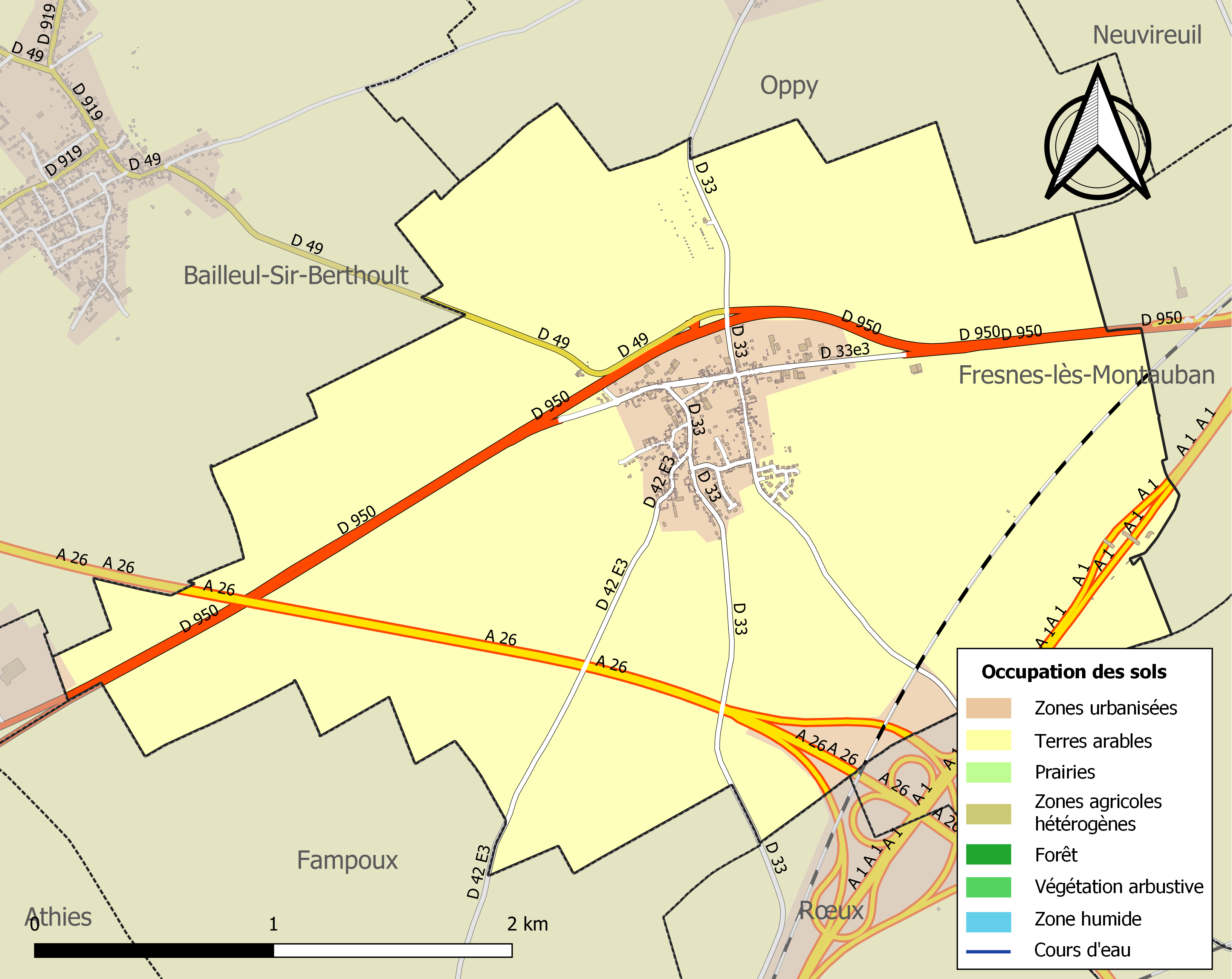
Carte des infrastructures et de l'occupation des sols de la commune en 2018 (CLC).

### Lieux-dits, hameaux et écarts
En 1875, on notait les lieux-dits suivants : Camp des camps, le Ronval, Terrain fosse.

### Voies de communication et transports

#### Voies de communication
La commune est desservie par la route départementale RD 950, qui contourne le village et est limitrophe de la sortie no 16 de l'autoroute A1, reliant Paris et Lille. Sur le territoire de la commune se trouve une partie de l'échangeur entre l'autoroute A26 et l'autoroute A1.

#### Transport ferroviaire
La commune se trouve à 11 km au nord-est de la gare d'Arras, située sur la ligne de Paris-Nord à Lille, desservie par des TGV inOui et des trains régionaux du réseau TER Hauts-de-France. La commune est traversée, à l'est, par la LGV Nord.

### Énergie
Présence de la ligne électrique à très haute tension à 400 000 V., reliant Avelin a Gavrelle, qui dessert notamment l'usine Renault Douai. Son doublement et son enfouissement sont prévus en 2019, afin de conforter l'alimentation électrique pour 533 communes, soit environ deux millions d'habitants d'une partie des agglomérations lilloise, arrageoise, douaisienne et du bassin minier,,.

## Toponymie
Le nom de la localité est attesté sous les formes Gaverella en 1024, Gaverelle en 1194, Gaveriele en 1280, Gaverele en 1304, Gaverielles en 1469, Gaverelles en 1506,, Graverelle en 1793, Gravrelle et Gavrelle depuis 1801.

## Histoire

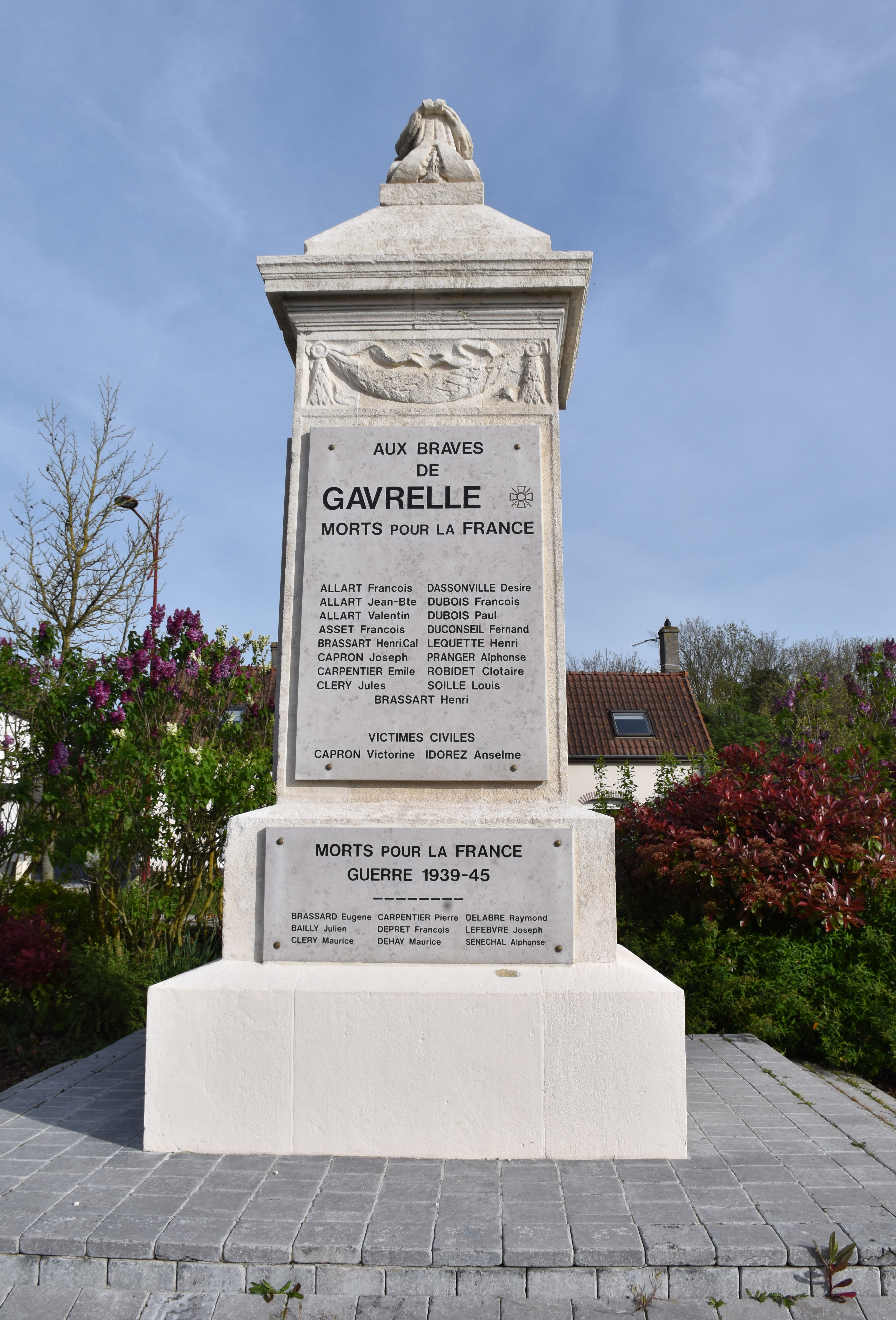
Le monument aux morts.

Des vestiges antiques ont été trouvés sur le territoire de Gavrelle, au fossé du Ronval, vers Fampoux, et au mont Facon.
Les restes d'une motte féodale étaient encore discernables à la fin du XIXe siècle, ainsi que l'entrée de muches (souterrains refuges).
Selon A. Terninck, « Ce village appartenait depuis très longtemps à l'abbaye Saint-Vaast d'Arras qui entretenait plusieurs religieux pour diriger la culture et desservir l'église ; mais en 1098 le Synode d'Arras modifia cet usage, et n'autorisa plus l'abbaye qu'à présenter à l'évêque pour desservir l'église un prêtre séculier de son choix. Quant à la ferme elle fut louée. (Cartulaire de St-Vaast.)
En 1176, Boniart de Gaverelle, homme de St-Vaast, déclare à Bauduin, comte de Hainaut, les droits de l'abbaye dans la ville de Haspre (Inv. c. c. de Lille, St Genoit).
En 1201, dans une charte donnée à la commune d'Estrées-sur-Canche, figure comme représentant de l'abbé de St-Vaast, (le) mayeur de Gavrelle.
En 1243 à côté de cette seigneurie principale existaient d'autres fiefs moins importants. Ainsi en 1243, Gossuin de St-Albin, chevalier, reconnaît tenir en fief lige de Robert, comte d'Artois, Wagnonville et le vivier qui s'y trouve, ainsi que son fief de Gavrelle, et il déclare avoir donné en mariage à Gossuin son fils, ce fief de Gavrelle dont il devra faire hommage au comte, à. condition qu'après la mort de Gossuin père, ces deux fiefs seront tenus en un seul hommage. (St Genoit, Ar. de Lille.)
On y trouvait aussi les fiefs de Rœux-en-Gavrelle, relevant du roi à cause de son château de Lens, et appartenant aux Prévost de Vailly, aux Caudrons.
Le 15 mars 1384, Jean de Ponchiel, sire de Bailleul, et messire de Bertouille donnèrent au châtelain de Lens dénombrement d'un autre fief, dit du Madeulx, qui plus tard fut donné en rentes à Colas du Maignil pour douze couronnes par an.
Le 17 mai 1385, Philippe Cossète donnait dénombrement pour un autre fief.
Le9 avril 1385, Jean de le Wardeau en avait fait autant, et cette formalité était en outre remplie pour d'autres petites seigneuries par :
- Guillaume d'Aile, le 10 juillet 1386.
- Jean Billart, le 23 mai 1385.
- Jean de Bos, le 9 avril de môme année.
- Et Bernard de Bailleul.

Les pauvres jouissaient aussi du droit de parchons c'est-à-dire de cueillir et arracher les éteuilles que les cultivateurs étaient tenus de laisser à une hauteur déterminée.
En 1307, un certain Eloy Hairin, gouverneur de Lille, voulut s'emparer, disent les chroniques de St-Vaast, de la terre de Gavrelle appartenant à l'abbaye, et il vint à la tête de troupes armées pour occuper la ferme et ses dépendances, voulant obtenir, par la force ce qu'il n'avait pu avoir par des procédures. Mais arrivé contre la porte, un mal subit s'empara du coupable, il tomba de cheval au milieu d'effrayantes convulsions, et les gens terrifiés le portèrent au château de Fampoux, où il resta longtemps entre la vie et la mort. Enfin il reconnut sa faute, promit de la réparer, et obtint sa guérison. Mais alors la convoitise parla plus haut que la raison, il réunit de nouvelles bandes armées et revint à Gavrelle, où cette fois il trouva la mort, car de nouveau il tomba de cheval, se brisa la jambe et la gangrène acheva sa punition ».

### Première Guerre mondiale

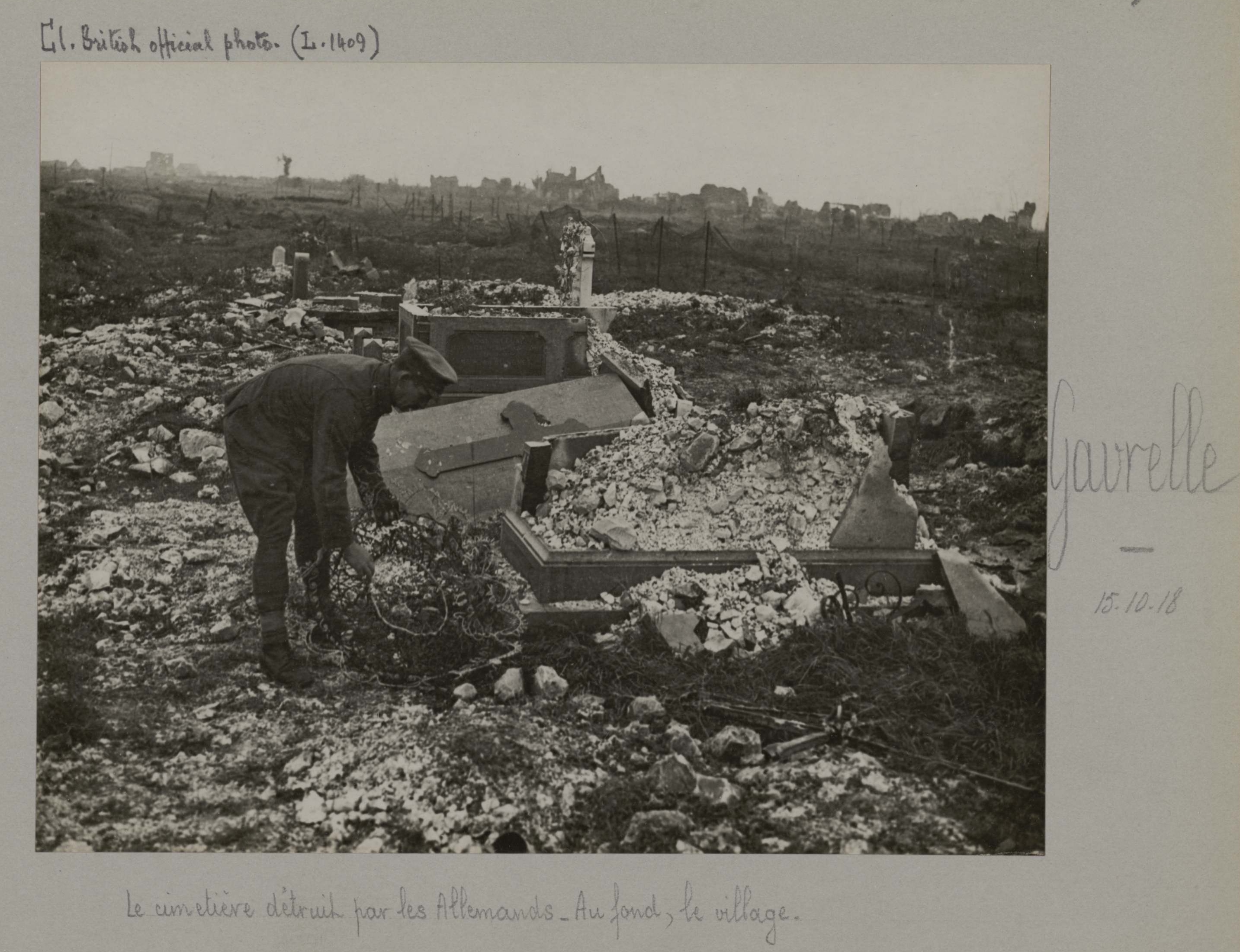
Gavrelle, le 15 octobre 1918.

Entièrement fortifié par les Allemands pendant les deux premières années de guerre, Gavrelle est délivré par les Anglais le 23 avril 1917, après de
terribles combats. « Entre le 15 et le 29 avril 1917, les soldats de la Royal Naval Division et de la Honourable Artillery Company ont combattu pour reprendre aux Allemands le village de Gavrelle et son moulin à vent, au prix de pertes considérables pour la Royal Naval Division : plus d'un millier de soldats ont péri, ce qui représente la plus grande perte humaine sur terre en une journée pour les Royal Marines, au cours de la Grande Guerre »,. Les Anglais s'y maintinrent malgré huit offensives des Allemands, qui engagèrent sur ce seul point sept divisions en vingt-quatre heures. Tombé à nouveau entre les mains des Allemands en mars 1918 le village est  repris par les Canadiens de la Ire  Armée britannique, le 26 août 1918.
Le village est considéré comme détruit à la fin de la guerre et est décoré de la croix de guerre 1914-1918, le 23 septembre 1920, distinction également attribuée à 276 autres communes du Pas-de-Calais,. La reconstruction du village est parrainée par la ville de Toulouse. En effet, la 34e division d'infanterie qui a été décimée en défendant Gavrelle le 2 octobre 1914, était pour une bonne partie composé de soldats originaire du Sud-Ouest.

## Politique et administration

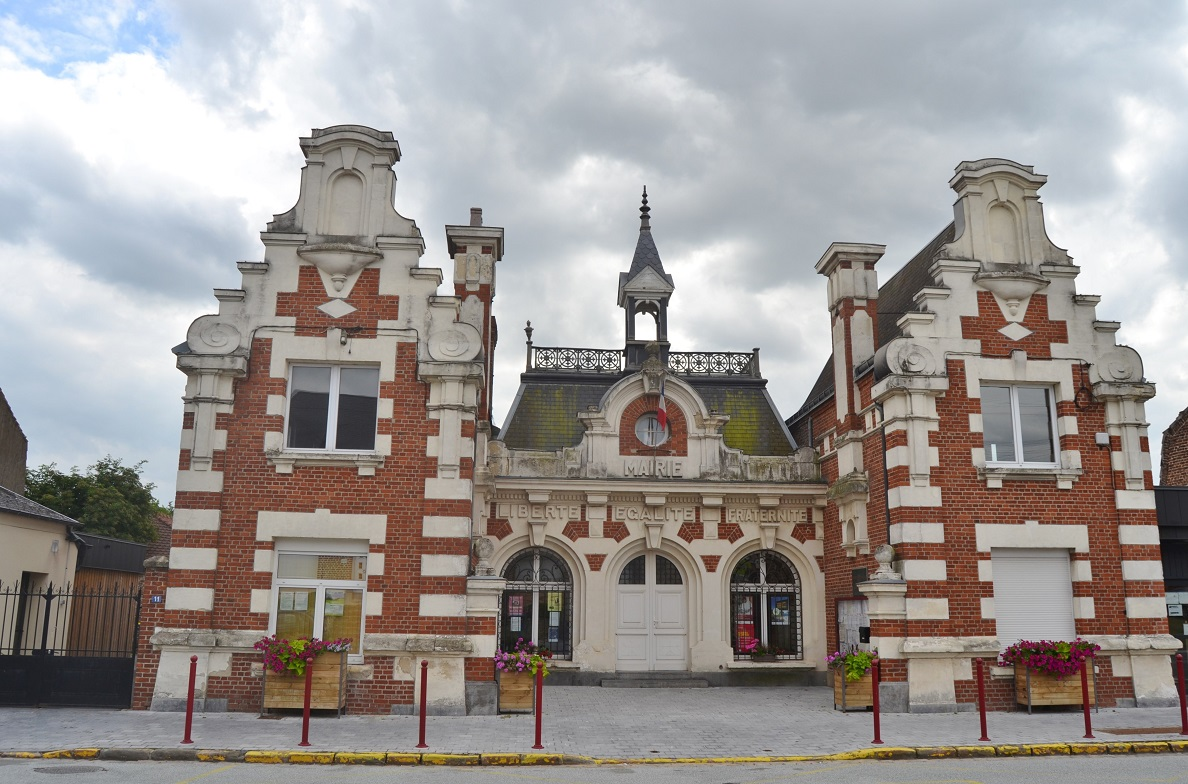
La mairie.

### Découpage territorial
La commune se trouve, depuis 1801, dans l'arrondissement d'Arras du département du Pas-de-Calais.

#### Commune et intercommunalités
La commune est membre depuis 1998 de la Communauté urbaine d'Arras.

#### Circonscriptions administratives
La commune faisait partie depuis 1801 du canton de Vimy. Dans le cadre du redécoupage cantonal de 2014 en France, la commune est désormais intégrée au canton d'Arras-2.

#### Circonscriptions électorales
Pour l'élection des députés, la commune fait partie depuis 1986 de la deuxième circonscription du Pas-de-Calais.

### Élections municipales et communautaires

#### Liste des maires
| Période                                  | Période                       | Identité      | Étiquette | Qualité |
| ---------------------------------------- | ----------------------------- | ------------- | --------- | --- |
| Les données manquantes sont à compléter. |                               |               |           | |
| 1995                                     | En cours (au 13 juillet 2020) | Vincent Théry |           | Chef d'entreprise Vice-président de la communauté urbaine d'Arras (2020 → ) Réélu pour le mandat 2020-2026, Réélu pour le mandat 2020-2026 |

## Équipements et services publics

### Enseignement
La commune est située dans l'académie de Lille et dépend, pour les vacances scolaires, de la zone B.
Elle administre une école élémentaire en regroupement pédagogique intercommunal (RPI 76).

### Justice, sécurité, secours et défense
La commune dépend du tribunal judiciaire d'Arras, du conseil de prud'hommes d'Arras, de la cour d'appel de Douai, du tribunal de commerce d'Arras, du tribunal administratif de Lille, de la cour administrative d'appel de Douai, du pôle nationalité du tribunal judiciaire d'Arras et du tribunal pour enfants d'Arras.

## Population et société

### Démographie
Les habitants de la commune sont appelés les Gavrellois.

#### Évolution démographique
L'évolution du nombre d'habitants est connue à travers les recensements de la population effectués dans la commune depuis 1793. Pour les communes de moins de 10 000 habitants, une enquête de recensement portant sur toute la population est réalisée tous les cinq ans, les populations de référence des années intermédiaires étant quant à elles estimées par interpolation ou extrapolation. Pour la commune, le premier recensement exhaustif entrant dans le cadre du nouveau dispositif a été réalisé en 2007.

En 2022, la commune comptait 785 habitants, en évolution de +26,21 % par rapport à 2016 (Pas-de-Calais : −0,72 %, France hors Mayotte : +2,11 %).
| 1793 | 1800 | 1806 | 1821 | 1831 | 1836 | 1841 | 1846 | 1851 |
| ---- | ---- | ---- | ---- | ---- | ---- | ---- | ---- | ---- |
| 427  | 567  | 629  | 700  | 712  | 659  | 682  | 667  | 643  |

| 1856 | 1861 | 1866 | 1872 | 1876 | 1881 | 1886 | 1891 | 1896 |
| ---- | ---- | ---- | ---- | ---- | ---- | ---- | ---- | ---- |
| 628  | 586  | 559  | 551  | 520  | 525  | 507  | 533  | 526  |

| 1901 | 1906 | 1911 | 1921 | 1926 | 1931 | 1936 | 1946 | 1954 |
| ---- | ---- | ---- | ---- | ---- | ---- | ---- | ---- | ---- |
| 546  | 502  | 461  | 263  | 342  | 363  | 366  | 354  | 343  |

| 1962 | 1968 | 1975 | 1982 | 1990 | 1999 | 2006 | 2007 | 2012 |
| ---- | ---- | ---- | ---- | ---- | ---- | ---- | ---- | ---- |
| 385  | 390  | 394  | 358  | 430  | 475  | 555  | 566  | 588  |

| 2017 | 2022 | - | - | - | - | - | - | - |
| ---- | ---- | - | - | - | - | - | - | - |
| 627  | 785  | - | - | - | - | - | - | - |

#### Pyramide des âges
En 2018, le taux de personnes d'un âge inférieur à 30 ans s'élève à 40,6 %, soit au-dessus de la moyenne départementale (36,7 %). À l'inverse, le taux de personnes d'âge supérieur à 60 ans est de 16,2 % la même année, alors qu'il est de 24,9 % au niveau départemental.
En 2018, la commune comptait 322 hommes pour 314 femmes, soit un taux de 50,63 % d'hommes, largement supérieur au taux départemental (48,50 %).
Les pyramides des âges de la commune et du département s'établissent comme suit.
| Hommes | Classe d’âge | Femmes |
| ------ | ------------ | ------ |
| 0,3    | 90 ou +      | 0,7    |
| 3,8    | 75-89 ans    | 7,2    |
| 9,5    | 60-74 ans    | 10,8   |
| 22,7   | 45-59 ans    | 22,7   |
| 20,4   | 30-44 ans    | 20,6   |
| 21,7   | 15-29 ans    | 18,1   |
| 21,5   | 0-14 ans     | 19,9   |

| Hommes | Classe d’âge | Femmes |
| ------ | ------------ | ------ |
| 0,5    | 90 ou +      | 1,6    |
| 5,6    | 75-89 ans    | 8,9    |
| 16,7   | 60-74 ans    | 18,1   |
| 20,2   | 45-59 ans    | 19,2   |
| 18,9   | 30-44 ans    | 18,1   |
| 18,2   | 15-29 ans    | 16,2   |
| 19,9   | 0-14 ans     | 17,9   |

### Sports et loisirs
Une aire de jeu et un mini-stadium ont été implantés en 2017 en bordure du stade municipal.

## Culture locale et patrimoine

### Lieux et monuments
- L'église Saint-Vaast. Sous le porche de l'église à l'intérieur se dresse une grande croix en bois sur laquelle sont gravés les noms de 57 officiers, sous-officiers et soldats britanniques morts en avril 1917 pour libérer la commune[43]. Elle héberge un élément patrimonial classé au titre d'objet des monuments historiques[44].
- Le monument aux morts[45], réalisé par Henri Regnault et inauguré en mai 1927, et qui porte la dédicace : « 23e dragons morts pour la France. À la 34e division-83e Rt-14e Rt-59e Rt-83e Rt et 23e Rt- Notre Dame de Lorette- Sucrerie de Souchez-Carency-Neuville Saint-Vaast-roclincourt-Chanteclair[29] »

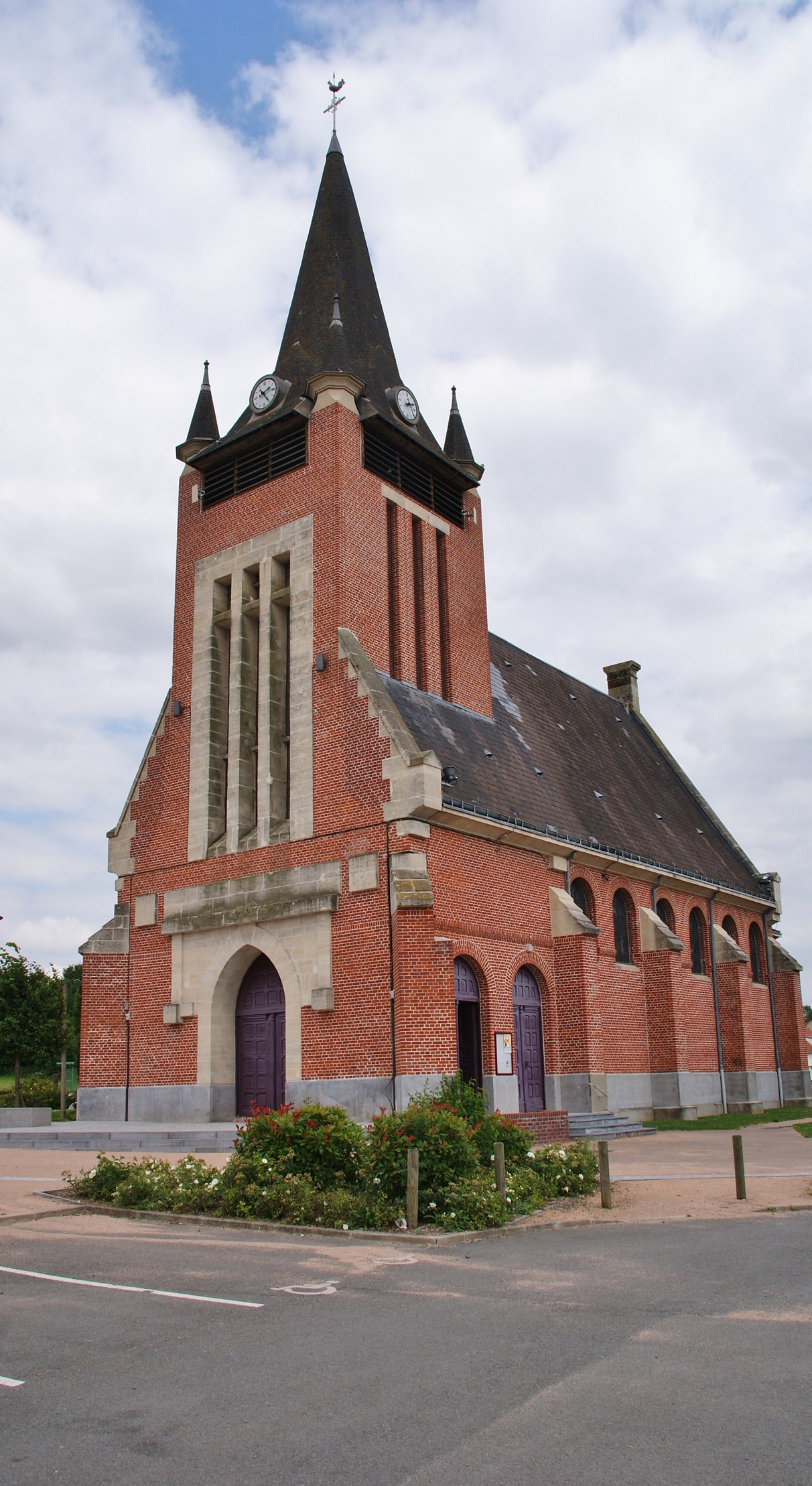
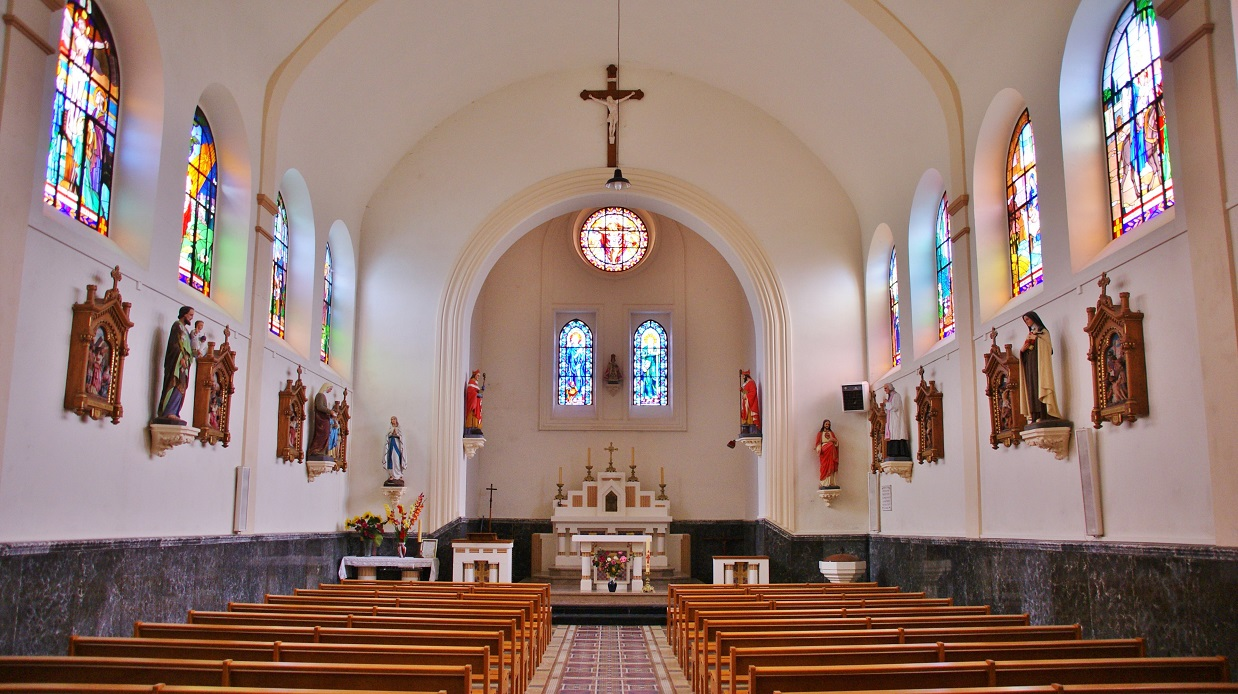
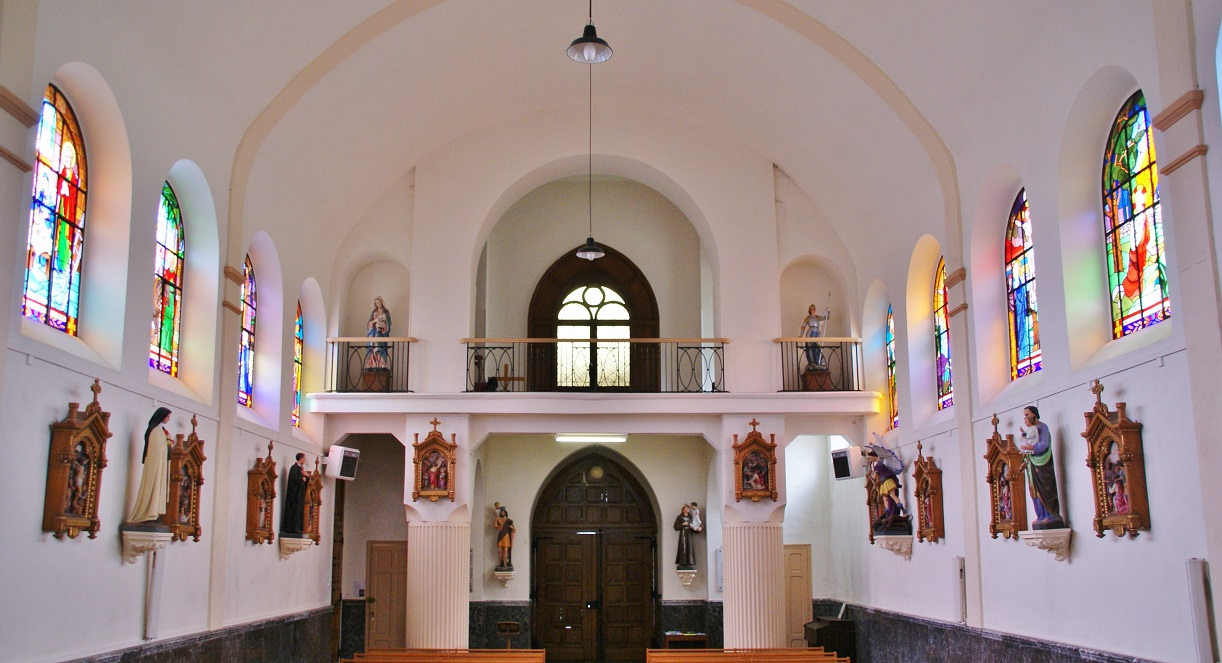
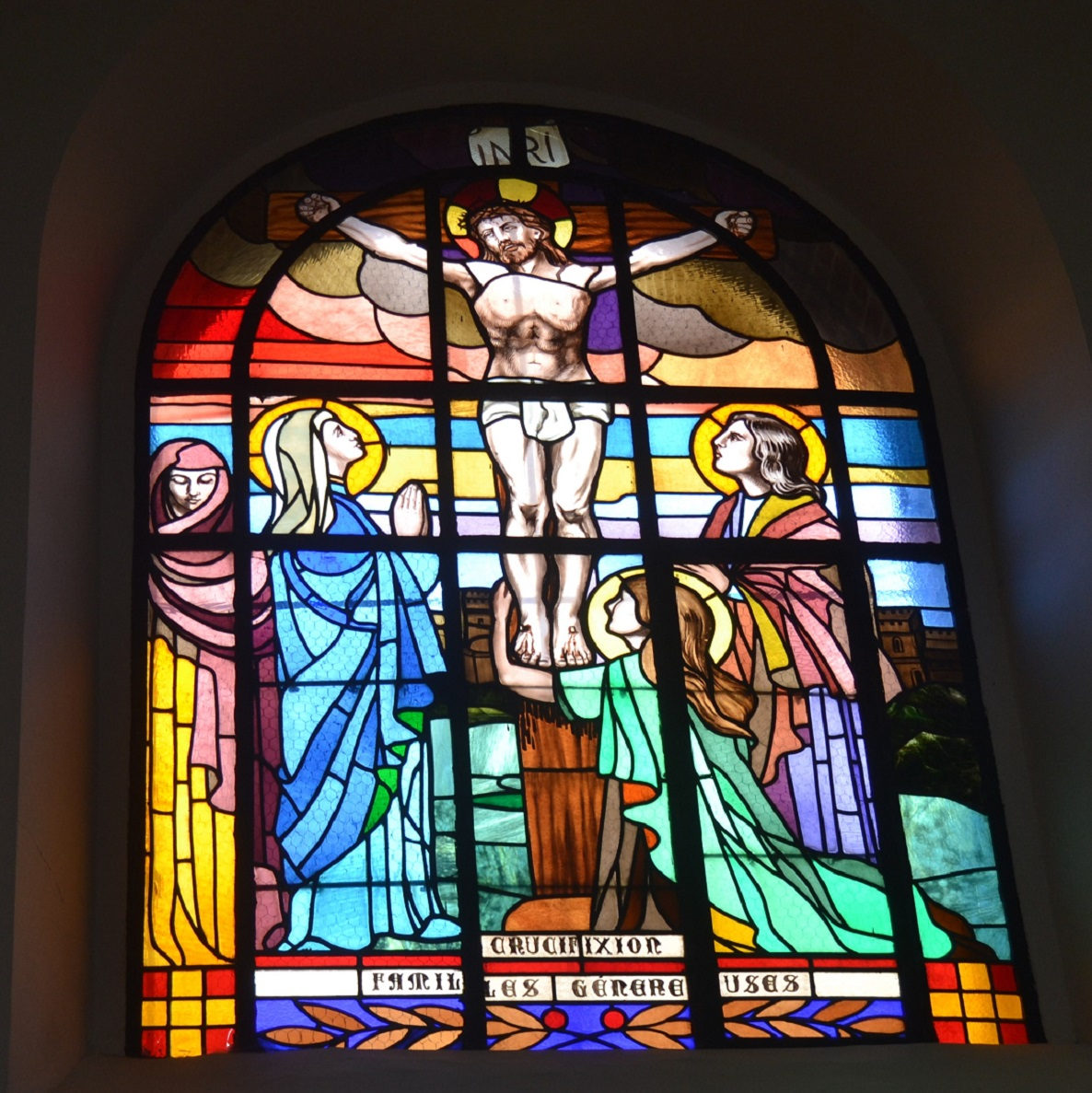

- Les cimetières militaires britanniques : 
  - Naval Trench Cemetery. Ce cimetière a été utilisé par les unités combattantes d'avril à novembre 1917 et contient les sépultures de 59 soldats tués pendant la Première Guerre mondiale et  un de la Seconde Guerre mondiale. Son nom provient de celui d'une tranchée de seconde ligne tracée par la 63e division britannique à l'été 1917[29] ;
  - Chili Trench Cemetery (parfois désigné Gavrelle Road Cemetery ou Fampoux Cemetery). Ce cimetière a été utilisé en avril et mai 1917 en grande partie par la 37e division britannique et contient les sépultures de 106 soldats tués pendant la Première Guerre mondiale et un de la suivante[29].
- Le monument de la Paix et du Souvenir (monument à la Royal Navy), qui représente une maison en ruine à l'intérieur de laquelle repose une ancre de marine. Sur le monument sont fixées les insignes des régiments qui ont participé aux combats de Gavrelle du 23 au 29 avril 1917[46].
- La stèle du Souvenir français au 23e régiment de dragons[47].

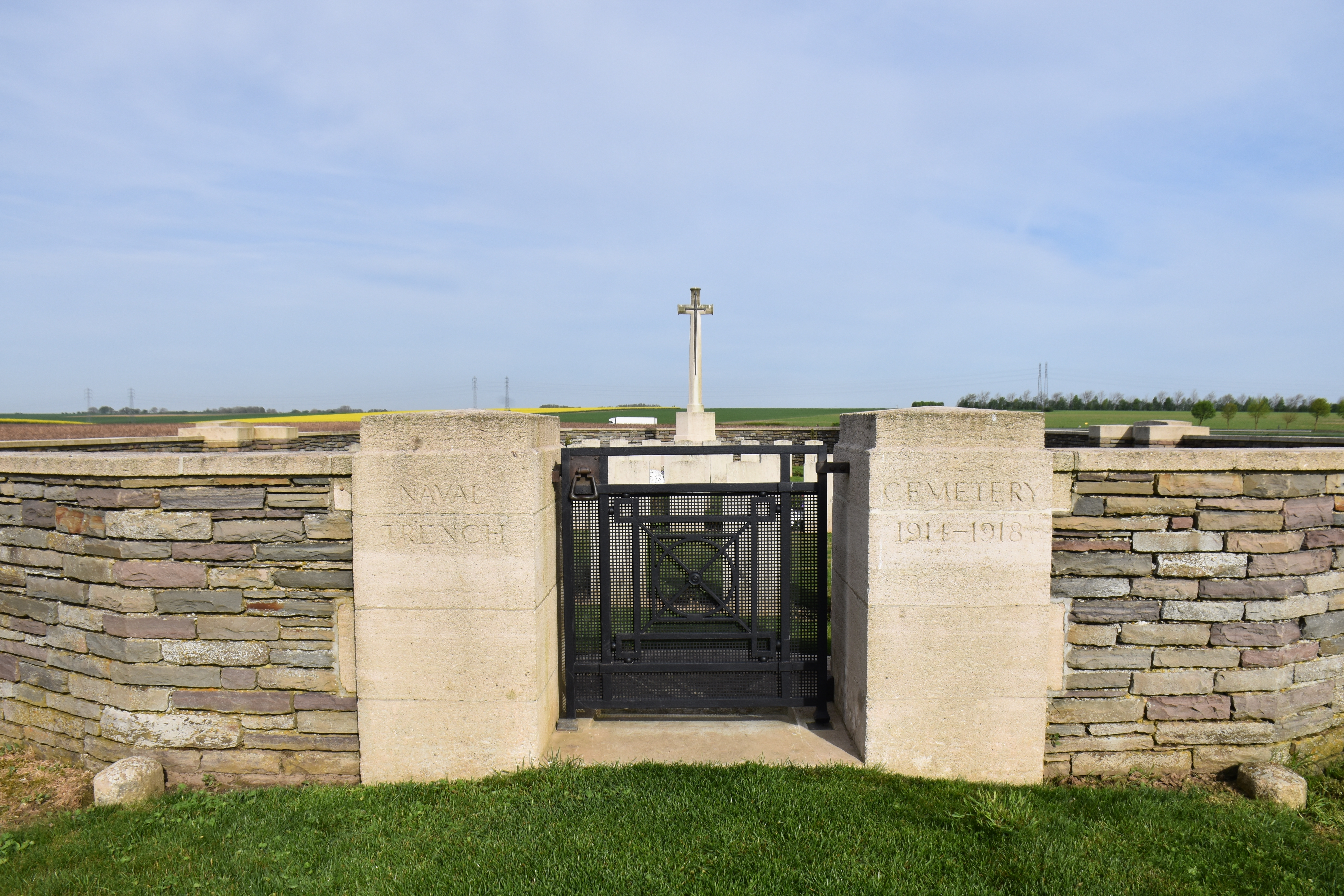
Naval Trench Cemetery.
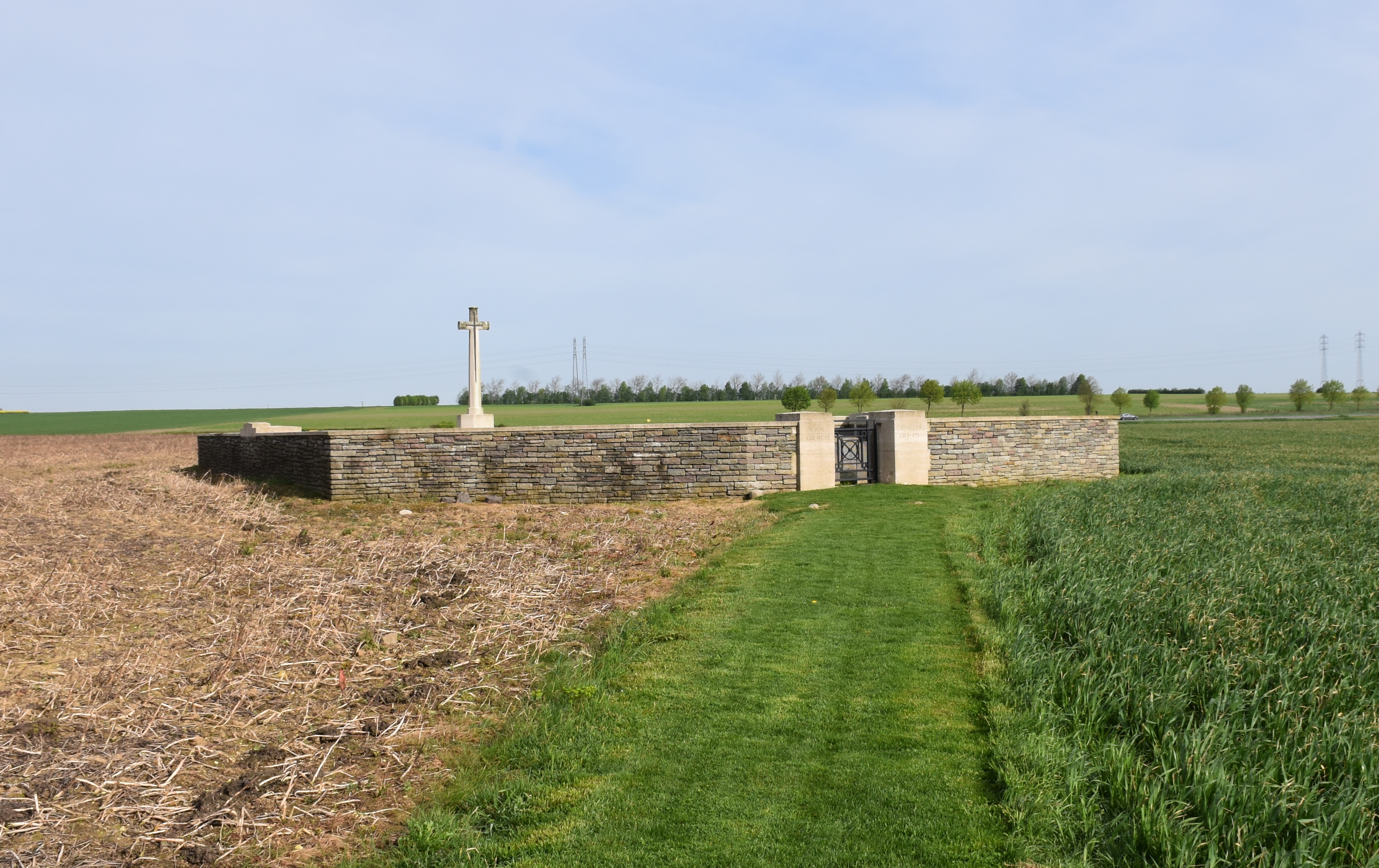
Naval Trench Cemetery.
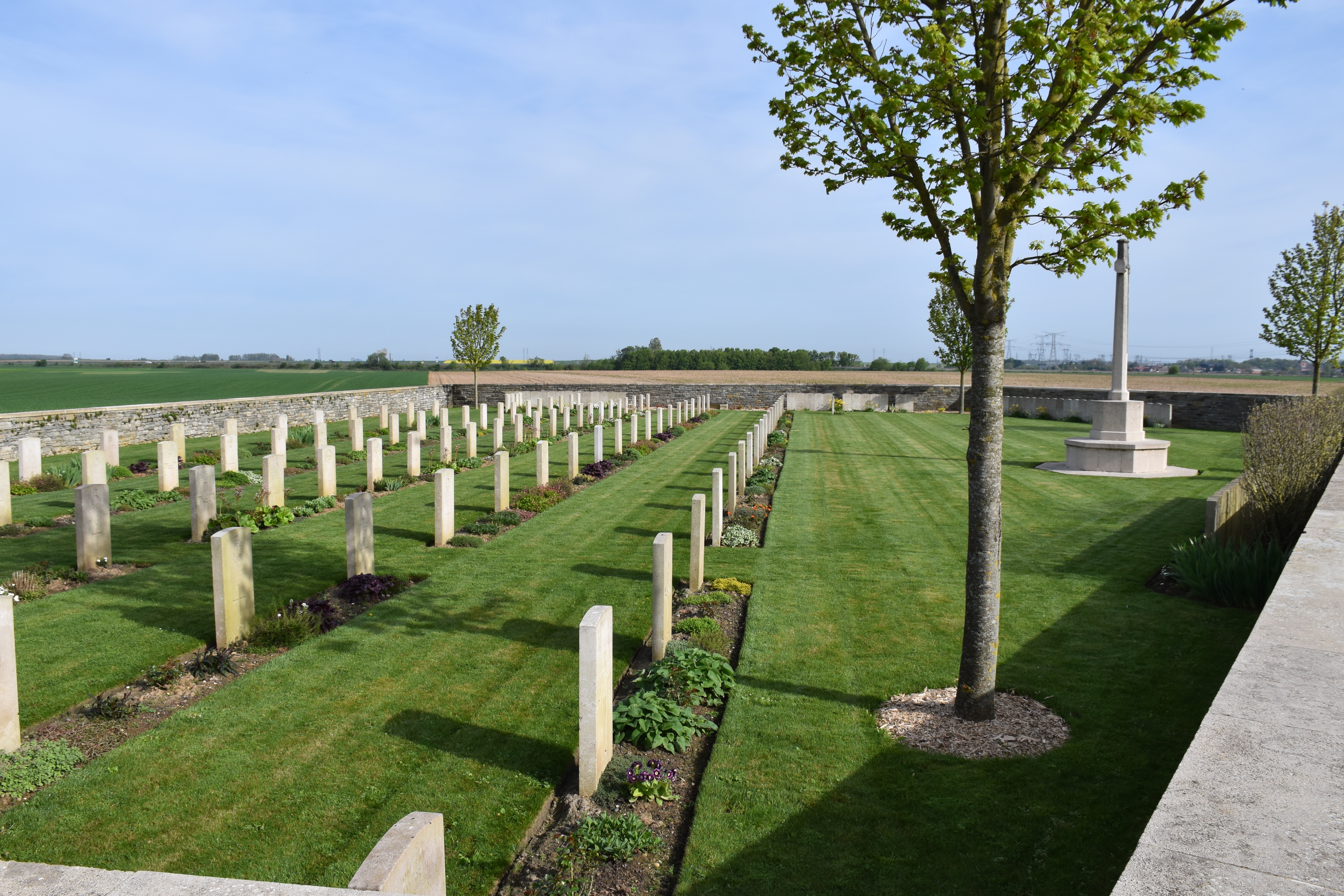
Chili Trench Cemetery.
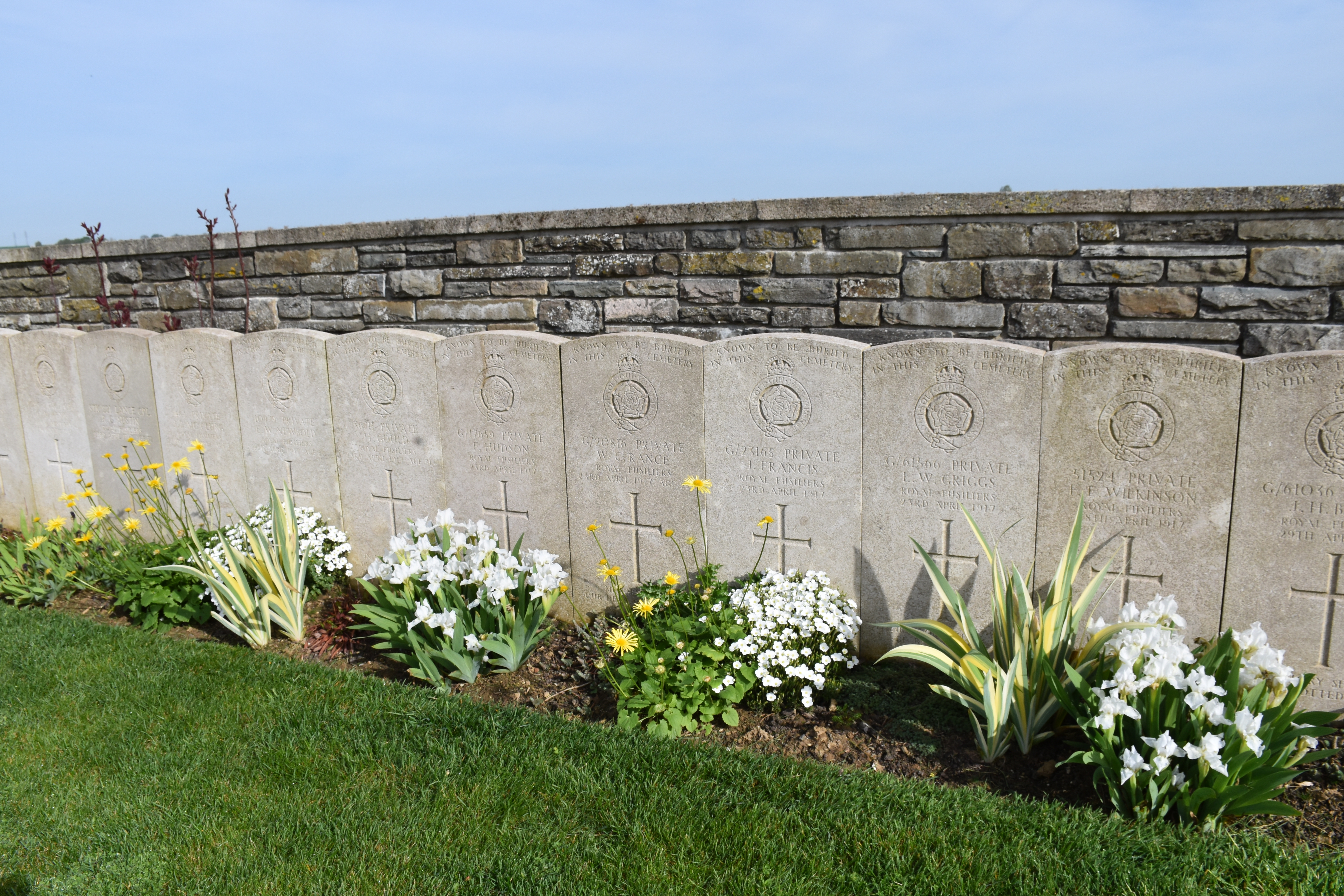
Chili Trench Cemetery.

### Personnalités liées à la commune
- Pierre Carpentier (1912-1943), prêtre, vicaire de la paroisse Saint-Gilles d'Abbeville, résistant déporté et décapité à  Dortmund en Allemagne en 1943. Sa famille est originaire de cette commune et il repose aujourd'hui au cimetière du village. Une stèle est érigée en son honneur à l'entrée du cimetière en 1995[48].
- Sebastian Festner (en) (1884-1917), as de l'aviation allemande pendant la Première Guerre mondiale, avec douze victoires, mort entre Gavrelle et Bailleul-Sir-Berthoult.

### Héraldique
| Blason de Gavrelle | Blason  | Écartelé : aux 1er et 4e d'or à la croix ancrée de gueules, aux 2e et 3e d'argent à la merlette de sable. Ornements extérieursCroix de guerre 1914-1918 |
| Blason de Gavrelle | Détails | Le statut officiel du blason reste à déterminer. |

## Pour approfondir